# Словацкий филармонический оркестр

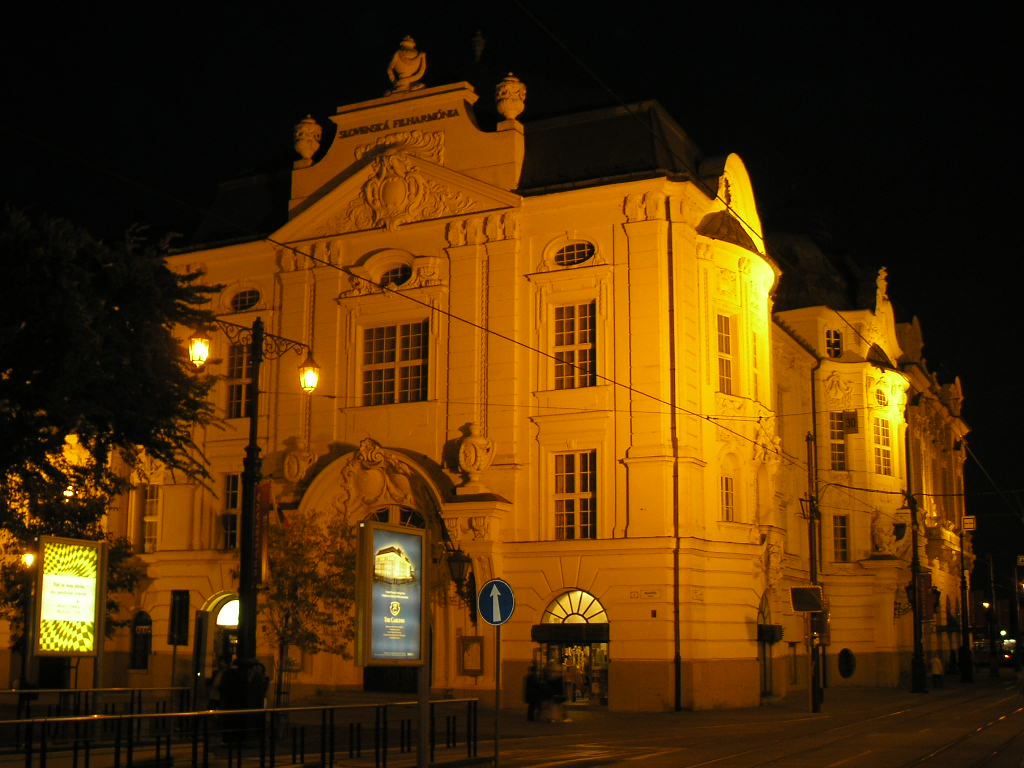
Концертный зал Редута

Словацкий филармонический оркестр (словац. Slovenská filharmónia) — симфонический оркестр, базирующийся в Братиславе. Основанный в 1949 Вацлавом Талихом, с 1950-х годов оркестр базируется в братиславском концертном зале Редута.

## Главные дирижёры
- 1949—1952 — Вацлав Талих
- 1949—1952 — Людовит Райтер
- 1952—1953 — Тибор Фрешо
- 1953—1961 — Людовит Райтер
- 1961—1981 — Ладислав Словак
- 1981—1982 — Либор Пешек
- 1982—1984 — Владимир Вербицкий
- 1984—1989 — Быстрик Режуха
- 1990—1991 — Альдо Чеккато
- 1991—2001 — Ондрей Ленард (музыкальный руководитель с 1995)
- 2003—2004 — Иржи Белоглавек (на 2009 год — художественный руководитель)
- 2004—2007 — Владимир Валек
- 2007—2009 — Петер Феранец
- 2009—2016 — Эммануэль Вийом
- 2017—2020 — Джеймс Джадд
- с 2020 — Дэниел Райскин